# Geolecte
En lingüística, un geolecte sinónim del sintagma "varietat regional" o territorial denota una varietat de llengua limitada a una determinada àrea geogràfica. En la majoria d'idiomes com el francès, l'alemany, el romanès o l'hongarès, per tradició, a "varietat regional" generalment se l'anomena, ras i curt " dialecte". També trobem com a sinònim de geolecte els termes "regiolecte", " topolecte" i el sintagma " varietat territorial", En lingüística americana, s'utilitza el terme " dialecte per a qualsevol varietat regional o social i, per tant, s¡empra el sintagma "dialecte regional".

## Característiques d'una varietat regional
Una varietat regional es caracteritza per trets fonètics, lèxics, fraseològics, morfològics i sintàctics que la diferencien d'altres varietats regionals i de la varietat estàndard de la llengua, si té aquesta varietat, però aquests tipus de trets no es refereixen tots a la mateixa mesura. Les diferències més grans es troben en els dominis fonètic, lèxic i fraseològic, i les menys en el domini de la sintaxi.

## Geografia lingüística
Espacialment hi ha varietats regionals que formen una cadena, formen part d'un continu dialectal geogràfic, per exemple el geolecte llombard de l'italià, el gascó de l'occità, l'aragonès del castellà, etc. Alguns trets els relacionen amb varietats veïnes, d'altres els separen. Des d'aquest punt de vista, altres varietats regionals es parlen en territoris discontinus. Tal és, per exemple, el dialecte dels Csángós de Moldàvia en relació amb altres dialectes hongaresos, o el que la majoria dels lingüistes romanesos anomenen dialectes del romanès: daco-romanès, aromanès, meglenoromanès i istroromanès. Així són també els geolectes del fulani, llengua parlada a disset països de l'Àfrica occidental, a la franja de sabana al sud del Sàhara, des de Mauritània i el Senegal fins al Txad. Comprèn quinze àrees dialectals principals separades per zones on es parlen centenars d'altres llengües.
En principi, les varietats regionals d'una mateixa llengua es caracteritzen per una intel·ligibilitat mútua almenys parcial, però el grau d'intel·ligibilitat entre dues varietats disminueix, en el cas d'un continu dialectal, a mesura que augmenta el nombre de varietats que hi ha entre elles.
Entre les varietats veïnes no hi ha límits clars. Els lingüistes que s'ocupen de la geografia lingüística dibuixen línies als mapes que delimiten l'àrea de determinades característiques lingüístiques registrades durant les enquestes dialectals. Aquestes línies s'anomenen amb un terme general isoglosses que, depenent de l'aspecte en qüestió de la llengua, són isòfones, isolexes, isomorfes o isòsemes. Algunes isoglosses coincideixen, altres no, alguns traços s'estenen fins a un punt, d'altres van més enllà, però totes formen feixos que representen una zona de pas entre varietats veïnes.